# Dagomys

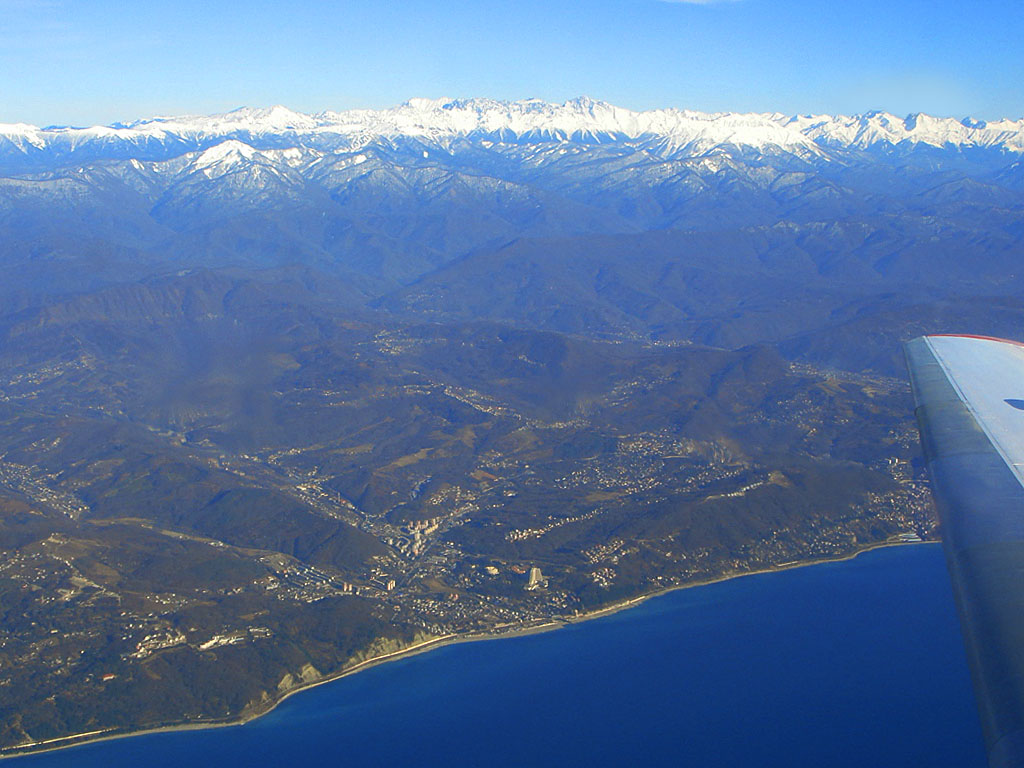
Letecký pohled na Dagomys s Kavkazem v pozadí

Dagomys (rusky Дагомыс) je mikrorajón v ruském lázeňském městě Soči v Krasnodarském kraji. Nachází se zhruba dvanáct kilometrů severně od středu města na břehu Černého moře u ústí Dagomysu a patří do Lazarevského rajónu. Žije v něm zhruba třicet tisíc obyvatel.

## Dějiny
Jméno Dagomys je čerkeského původu a znamená chladné místo. Je odvozeno od toho, že studený vzduch vanoucí z Kavkazu údolím Dagomysu dělá zdejší podnebí v létě chladnějším než na okolních částech pobřeží.

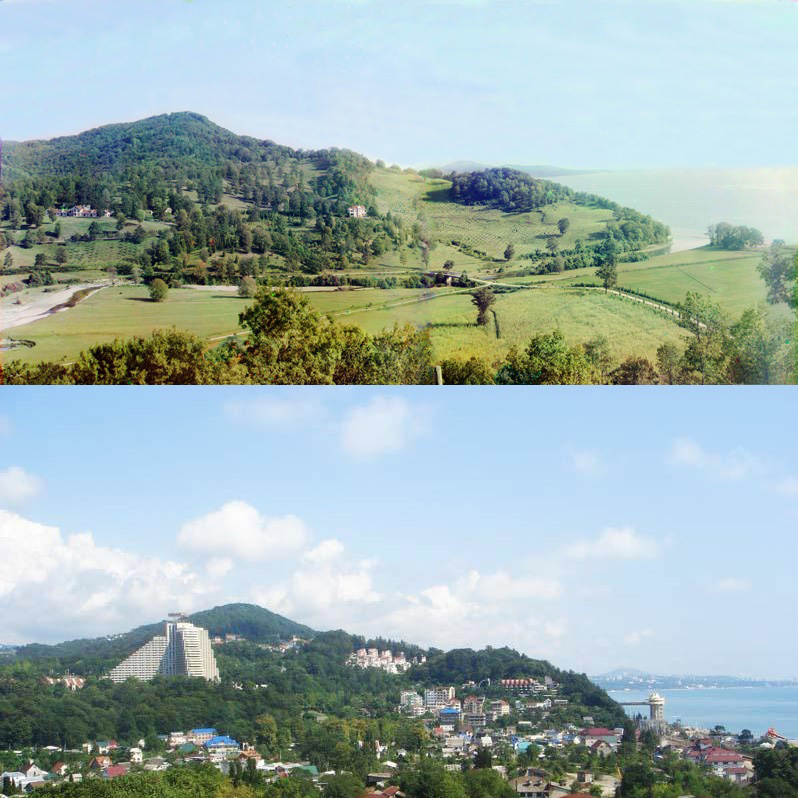
Srovnání Dagomysu v roce 1912 (fotografoval Sergej Prokudin-Gorskij) a v roce 2011

Ruské osídlování oblasti Dagomysu začíná v roce 1864 po konci Kavkazské války, kdy se zde začali usazovat vojenští veteráni. V 80. a 90. letech 19. století na ně navázalo množství přistěhovalců z různých koutů ruského impéria. Ke konci století si v údolí Dagomysu začala kupovat nejlepší pozemky smetánka ruské společnosti, například rodina cara Mikuláše II. měla u ústí Dagomysu statek s 2500 hektary zemědělské půdy. Domy pracovníků statku položily základ dnešnímu Dagomysu. Na přelomu devatenáctého a dvacátého století, kdy zde žilo zhruba tři sta lidí, se statku dařilo a zásoboval jak trh v Soči, tak částečně i carský palác.
Začátkem 20. století se v Dagomysu začaly objevovat čajové plantáže, když zdejší pěstitel Iov Antonovič Košman vyšlechtil odrůdu, která úspěšně rostla i v chladnějším podnebí.
Od třicátých let dvacátého století se s rostoucím rekreačním významem Soči zvětšuje i význam Dagomysu, kde je založena továrna na nábytek a který se 10. února 1961 stává ze správního hlediska součástí Soči. Samotný Dagomys se stává rekreačně významným zejména v 70. letech 20. století, kdy zde jugoslávská firma Mavrovo staví dva velké hotely. Zde se pak konají i významná setkání a konference, například 38. Pugwashská konference o vědě a světových záležitostech v roce 1988 s předsednictvím Andreje Dmitrijeviče Sacharova.